# Deutschland-Rundfahrt 1960
| Endstand nach der 7. Etappe | Endstand nach der 7. Etappe | Endstand nach der 7. Etappe |
| --------------------------- | --------------------------- | --------------------------- |
| Sieger                      | Ab Geldermans               | 40:10:08 h (37,890 km/h)    |
| Zweiter                     | Jef Planckaert              | + 1:50 min                  |
| Dritter                     | Klaus Bugdahl               | + 2:20 min                  |
| Vierter                     | Rolf Wolfshohl              |                             |
| Fünfter                     | Antoon van der Steen        | + 3:15 min                  |
| Sechster                    | Jo de Haan                  | + 5:41 min                  |
| Siebter                     | Jaap Kersten                | + 8:18 min                  |
| Achter                      | Wim van Est                 | + 8:41 min                  |
| Neunter                     | Hennes Junkermann           | + 10:18 min                 |
| Zehnter                     | Otto Altweck                | + 10:46 min                 |

Die Deutschland-Rundfahrt 1960 (offiziell: Internationale Afri-Cola Deutschland-Rundfahrt) war ein Etappenrennen im Straßenradsport. Sie wurde vom 29. April bis 5. Mai 1960 ausgetragen und führte von Köln über 1.522 Kilometer zurück nach Köln. Die Rundfahrt wurde in sieben Etappen ausgetragen.
Es gingen 47 Fahrer in fünf deutschen Firmenteams mit internationaler Besetzung an den Start. Dazu kam je ein Radsportteam aus Frankreich, den Niederlanden und Italien.
Das Ziel erreichten 43 Starter, wobei der Sieger die Distanz mit einem Stundenmittel von 37,890 km/h zurücklegte.
Nachdem die Rundfahrt zwischen 1956 und 1959 wieder nicht ausgetragen wurde, startete der Bund Deutscher Radfahrer zusammen mit den Afri-Cola-Werken und anderen deutschen Firmen, die sich an die Werbewirksamkeit vergangener Rundfahrten in Deutschland erinnert hatten, einen neuen Versuch eine prestigeträchtige Rundfahrt in Deutschland zu etablieren. Durch die jungen deutschen Fahrer Hennes Junkermann, Rudi Altig und Rolf Wolfshohl, die international auf sich aufmerksam gemacht hatten, wurde auch das Interesse des deutschen Publikums geweckt.
Mit dem Niederländer Ab Geldermans konnte jedoch keiner der jungen Deutschen den Rundfahrtssieg erringen. Klaus Bugdahl schloss auf dem dritten Platz die Rundfahrt als bester Deutscher ab.

## Etappen
| Etappen   | Tag       | Start – Ziel                  | km  | Etappensieger      | Gesamterster       |
| --------- | --------- | ----------------------------- | --- | ------------------ | ------------------ |
| 1. Etappe | 29. April | Köln – Münster                | 189 | Alessandro Fantini | Alessandro Fantini |
| 2. Etappe | 30. April | Münster – Brackwede           | 217 | Ab Geldermans      | Ab Geldermans      |
| 3. Etappe | 1. Mai    | Brackwede – Gießen            | 293 | Pierre Everaert    | Ab Geldermans      |
| 4. Etappe | 2. Mai    | Gießen – Hanau                | 148 | Jef Planckaert     | Ab Geldermans      |
| 5. Etappe | 3. Mai    | Hanau – Ludwigshafen am Rhein | 165 | Alessandro Fantini | Ab Geldermans      |
| 6. Etappe | 4. Mai    | Ludwigshafen am Rhein – Trier | 223 | Fredy Rüegg        | Ab Geldermans      |
| 7. Etappe | 5. Mai    | Trier – Köln                  | 245 | Rudi Altig         | Ab Geldermans      |